# Peinlich (Skye)
Peinlich, schottisch-gälisch: Peighinn an Lighiche, ist ein Weiler auf der schottischen Hebrideninsel Skye. Administrativ ist er damit Teil der Council Area Highland.
Der kleine Ort liegt im nördlichen Teil der Insel Skye auf der Nordseite des Flusstals Glen Hinnisdal, zwischen den Weilern Balmeanach und Glenhinnisdal. Von der A87 am Beginn des Flusstals führt eine einspurige Stichstraße östlich durch das Tal, die Peinlich nach rund zwei Kilometern erreicht.
Der schottisch-gälische Name bedeutet Pennyland des Arztes, wobei Pennyland ein altes schottisches Flächenmaß ist.